# Thromidia seychellesensis
Thromidia seychellesensis is een zeester uit de familie Mithrodiidae.
De wetenschappelijke naam van de soort werd in 1977 gepubliceerd door Pope & Rowe.